# Potentilla sundaica
Potentilla sundaica ist eine Pflanzenart aus der Gattung der Fingerkräuter (Potentilla).

## Beschreibung

### Vegetative Merkmale
Potentilla sundaica ist eine niederliegende, einjährige, krautige Pflanze. Das Rhizom ist dünn und schmal. Der Stängel ist flaumig behaart und an seiner Basis liegend.
Die Grundblätter sind in Blattstiel und Blattspreite gegliedert. Ihr fein behaarter Blattstiel ist 5 bis 25 Zentimeter lang und schmal. Die Blattspreite ist fünfzählig gefingert. Die Fiederblätter sind 1,5 bis 3 Zentimeter lang, verkehrt-eiförmig-keilförmig und mit stumpf gesägt bis gezähntem Blattrand (15 bis 25 Abschnitte). Die Blattunterseite ist meist an den Blattadern angedrückt behaart, die Oberseite dagegen ist spärlich behaart oder unbehaart. Die basalen Nebenblätter sind häutig und weisen lanzettliche Blattöhrchen auf. Höhere Nebenblätter sind eiförmig und laubblattartig. 

### Generative Merkmale
Viele Blüten sind in endständigen zymösen Blütenstand angeordnet. Die relativ kleinen, zwittrigen Blüten sind bei einem Durchmesser von 6 bis 8 Millimetern radiärsymmetrisch. Die Kelchblätter sind spärlich angedrückt behaart. Die äußeren Kelchblätter sind länglich-eiförmig, stumpf und ganzrandig oder geteilt. Die inneren dagegen sind etwas länger, eiförmig und spitz. Die freien, gelben Kronblätter sind mit einer Größe von 3 bis 3,5 Millimetern relativ klein. Es sind ungefähr 20 Staubblätter vorhanden. Die zahlreichen Fruchtblätter sind mit dem fast kahlen und geschwollenen Blütenboden verbunden. Die fast endständigen Griffel sind kegelförmig und 0,7 bis 0,8 Millimeter lang.
Die Achänen sind klein und gezahnt.
Die Chromosomenzahl beträgt 2n = 28.

## Vorkommen
Das weite Verbreitungsgebiet von Potentilla sundaica reicht von Pakistan, Kaschmir, Indien, Sri Lanka, Nepal, Bhutan,  Laos, Thailand, China, Korea, Nordvietnam, Japan, Malaysia bis Indonesien. Potentilla sundaica wächst an feuchten Standorten in der Umgebung von Flüssen und wurde bis in Höhenlagen von 1500 Meter gefunden.